# Кампос, Хаиро Роландо
Хаиро Кампос (полностью — Хаиро Роландо Кампос Леон исп. Jayro Rolando Campos León; род. 18 июля 1984, Ибарра) — эквадорский футболист, фланговый, либо центральный (в случае необходимости) защитник.

## Биография
Хаиро Кампос — воспитанник эквадорской «Барселоны», однако карьеру он начал в Европе, в составе клуба «Гент», за который провёл в различных турнирах 6 официальных матчей. В 2004 году он вернулся в Эквадор, где стал выступать за «Аукас». В следующем году Кампоса приобрёл ЛДУ Кито.
В розыгрыше Кубка Либертадорес 2008, когда ЛДУ Кито впервые в своей истории выиграл самый престижный международный турнир, Хаиро Кампос был одним из ключевых игроков команды, причём преуспел он не только в защите, но также он забил в первом финальном матче турнире третий мяч своей команды в ворота «Флуминенсе». Также в послематчевой серии пенальти против «Сан-Лоренсо» в 1/4 финала его удар был точным. В серии пенальти, которая последовала в финале, он не забил, однако это не помешало ЛДУ отпраздновать итоговую победу.
В квалификации к чемпионату мира 2010 Хаиро Кампос постепенно начал становиться одним из основных игроков в составе сборной Эквадора. Он рассматривался в качестве основного претендента на замену ветерану команды Ивану Уртадо, когда тот закончит международную карьеру.
В 2010—2011 годах Кампос выступал за бразильский клуб «Атлетико Минейро», с которым выиграл Лигу Минейро. В 2011 году выступал за «Депортиво Кито» на правах аренды и помог этой команде завоевать титул чемпиона Эквадора. В 2012 году Кампос наконец стал игроком «Барселоны», чьим воспитанником является.

## Титулы
- Чемпион Эквадора (3): Ап. 2005, 2007, 2011
- Чемпион штата Минас-Жерайс (1): 2010
- Обладатель Кубка Либертадорес (1): 2008
- Обладатель Южноамериканского кубка (1): 2009
- Обладатель Рекопы (1): 2009